# Paul Marcillat
Pour les articles homonymes, voir Marcillat (homonymie).
Paul Marcillat est un homme politique français né le 21 novembre 1849 à Plainfaing (Vosges) et décédé le 12 octobre 1911 à Plainfaing.

## Biographie
Fils d'un propriétaire foncier et d'un brasseur, Paul Marcillat succède à son père dans l'entreprise et en politique, celui-ci ayant été conseiller municipal de Plainfaing et conseiller d'arrondissement de Fraize entre 1877 et 1883 comme républicain, Paul s'engage en politique.
Il se présente en 1881 aux municipales de sa ville mais n'est pas élu et proteste contre son opposant, le maire bonapartiste Louis Géliot, demande rejetée par la préfecture mais Géliot, s'estimant diffamé, démissionne.
En août 1882, il se présente à une élection cantonale dans le canton de Fraize sans concurrent, il réélu en 1886 et en 1892. En 1884, il est finalement élu conseiller municipal de Plainfaing et devient le maire de la commune, qu'il occupe jusqu'en 1898.
Il est élu député des Vosges lors d'une élection partielle, après le départ au Sénat d'Albert Ferry, de 1893 au premier tour par 5.045 voix contre 3.065 à Maximilien Kelsch, industriel, un autre républicain mais soutenu par Albert, maire de Gérardmer, avec le soutien de Charles Ferry et sur un programme républicain progressiste portant notamment sur l'organisation du crédit agricole, la création de caisses de retraite, et la réforme de l'impôt sur les boissons avec maintien des privilèges des bouilleurs de cru. Il rejoint les rangs des républicains progressistes.
C'est moins à la Chambre, où il agit en fidèle républicain de gouvernement, que dans sa circonscription et dans ses activités littéraires qui le feront élever à la dignité d'officier d'Académie qu'il a l'occasion de montrer sa personnalité. En 1898, il affronte à nouveau Kelsch qui le bat. Marcillat face à cette défaite, se retire de tous ses mandats.
Aux élections de 1902, il apporte son soutien à l'opposant nationaliste et progressiste de Kelsch, Prosper Ancel-Seitz qui est élu. Le soutien de Marcillat est alors essentiel dans cette victoire et en 1906 lorsque celui-ci est en difficulté avec 47,69 % des voix, Marcillat le remplace au second tour mais il est alors battu avec seulement 46,41 % des voix par Henri Schmidt.

## Décoration
- Officier de l'ordre des Palmes académiques